# Église Saint-Benoît de Honaunau
Pour les articles homonymes, voir Église Saint-Benoît et Église peinte.
L'église Saint-Benoît, parfois simplement appelée l'église peinte, est une église catholique située à Honaunau-Napoopoo, sur l'île d'Hawaï, aux États-Unis. Elle est inscrite au Registre national des lieux historiques.

## Historique et description

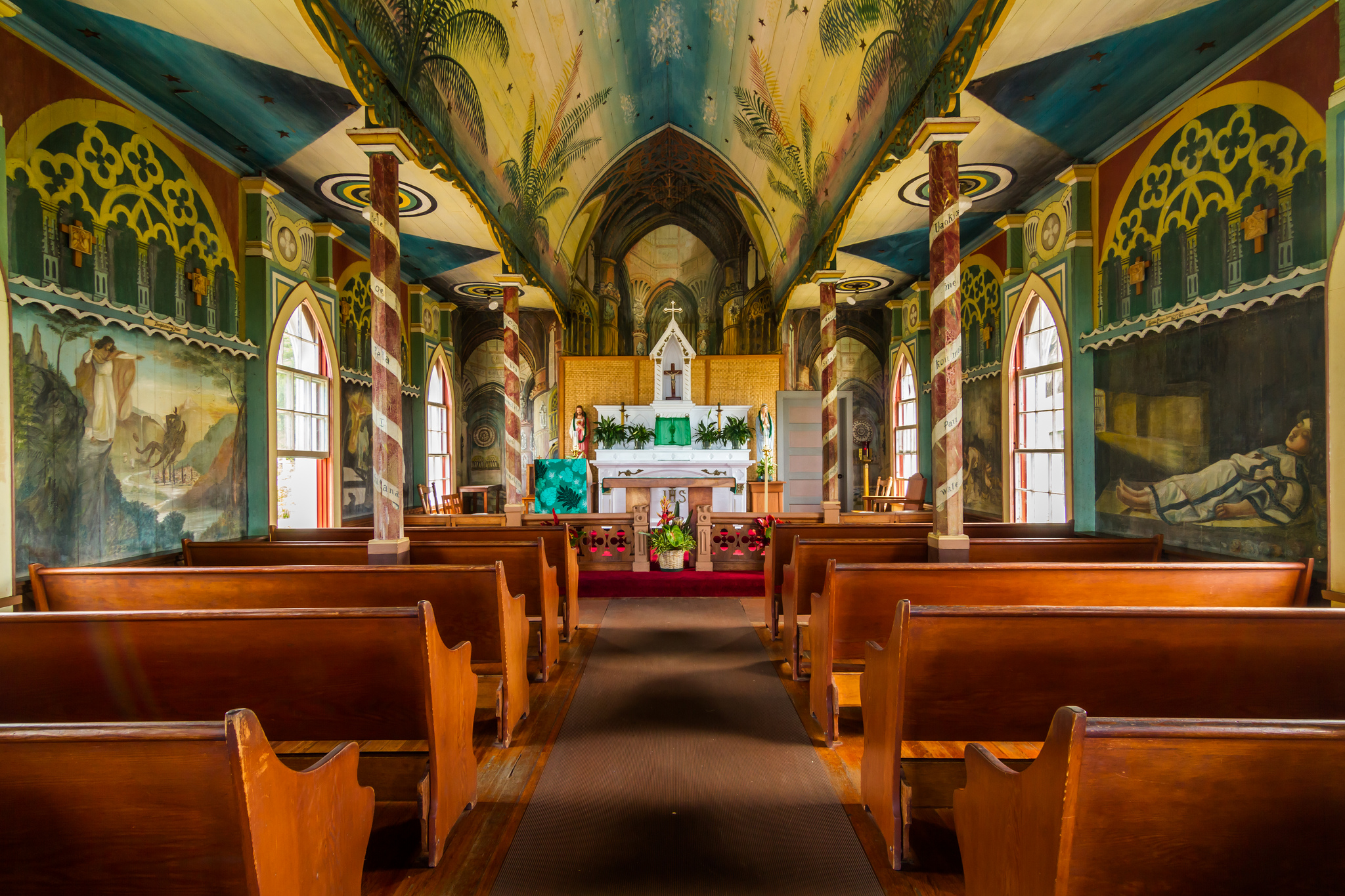
L'intérieur de l'église.

L'église est construite de 1899 à 1902 sous la supervision du prêtre missionnaire belge John Velghe, qui peint ensuite les fresques du plafond et des murs de l'édifice. Velghe y représente notamment des scènes bibliques, comme Caïn tuant Abel, la Tentation du Christ, ainsi que l'état des pécheurs en Enfer. Dans cette petite église rectangulaire, Velghe peint une voûte gothique au-dessus de l'autel, donnant ainsi l'illusion d'une cathédrale européenne semblable à celle de Burgos en Espagne.
Velghe inspirera d'autres prêtres qui construiront d'autres « églises peintes », comme l'église de l'Étoile-de-la-Mer peinte par le père Evarist Gielen.

### Fresques

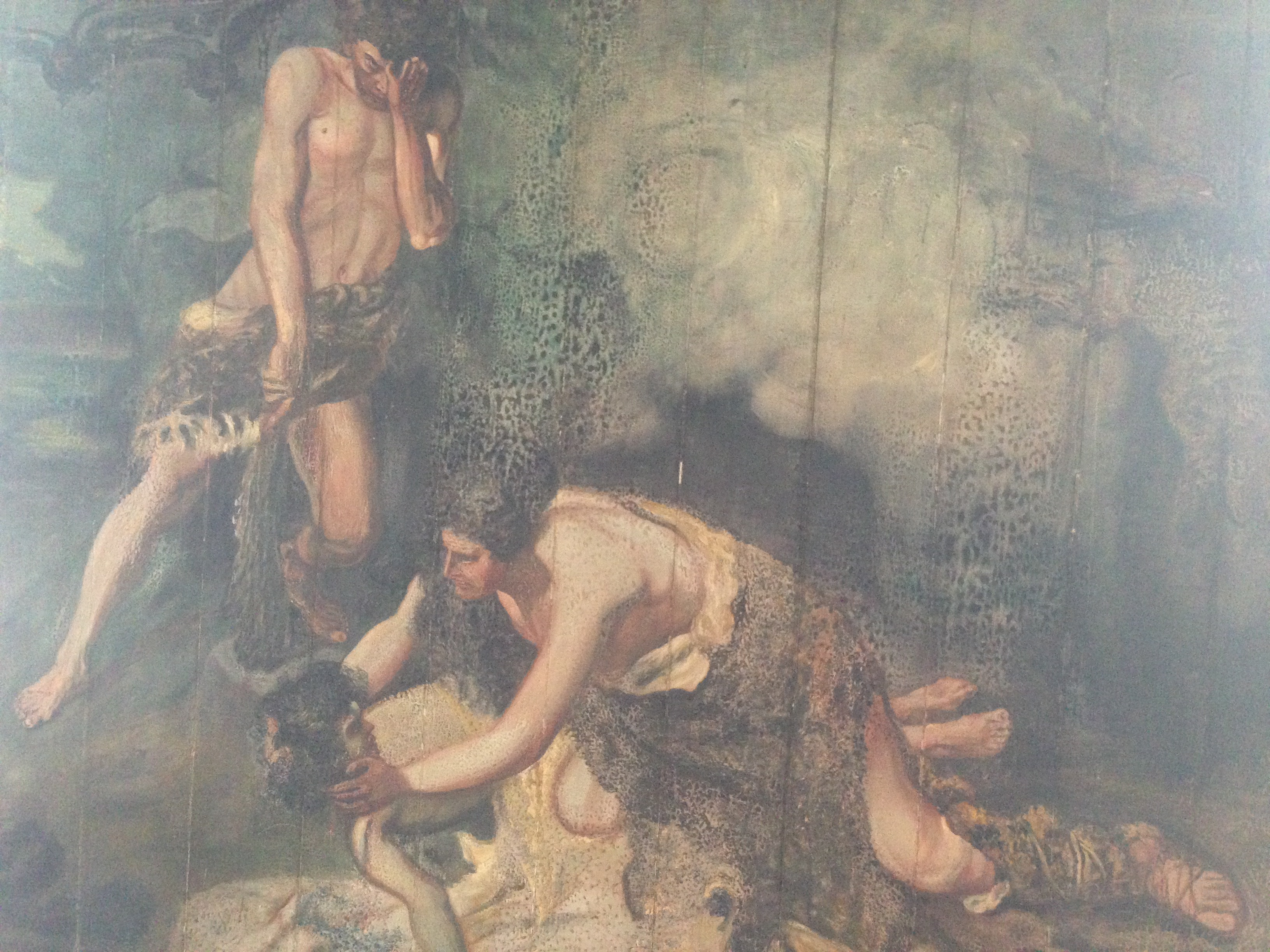
Ève, Caïn et Abel
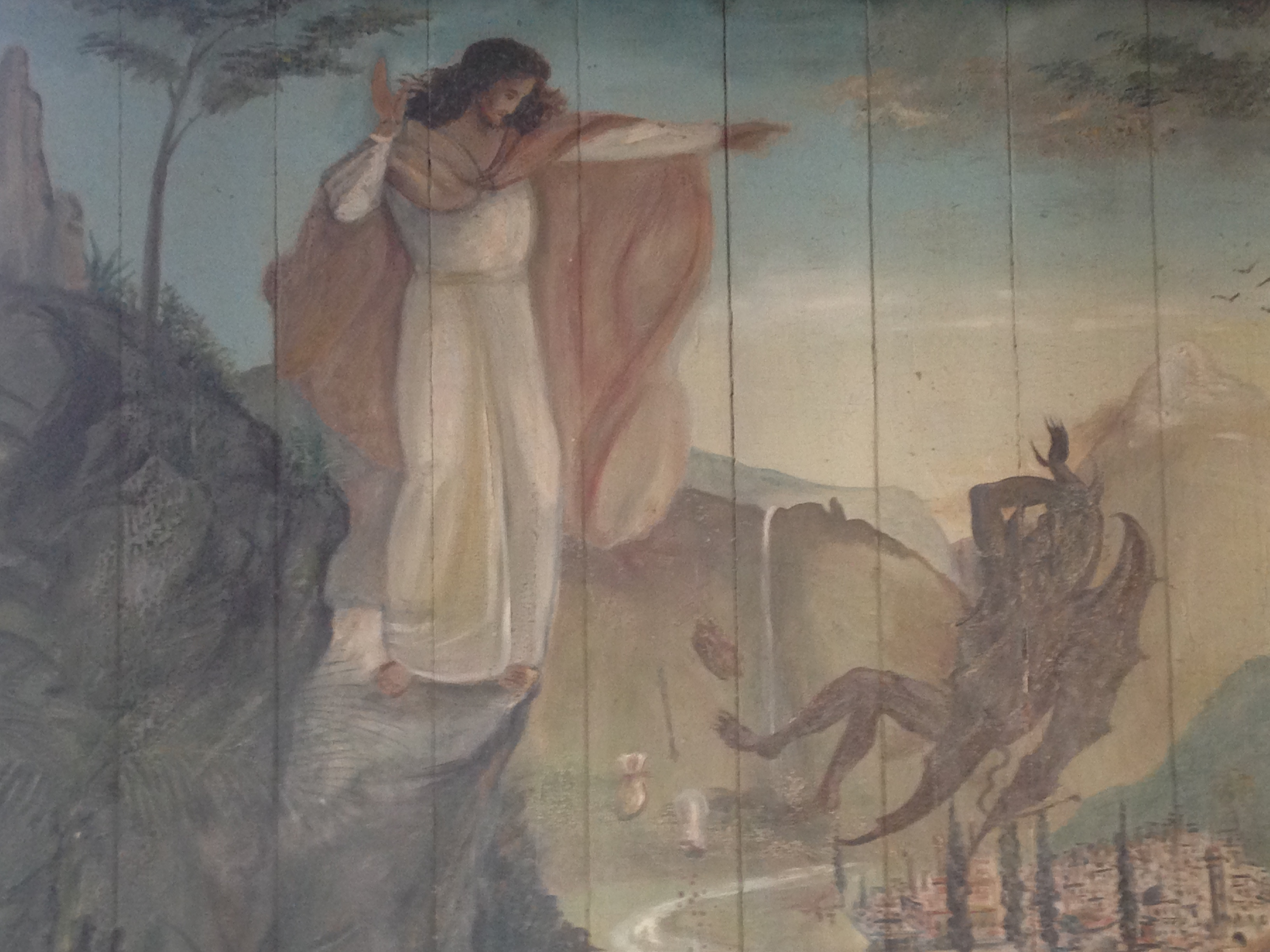
La Tentation du Christ
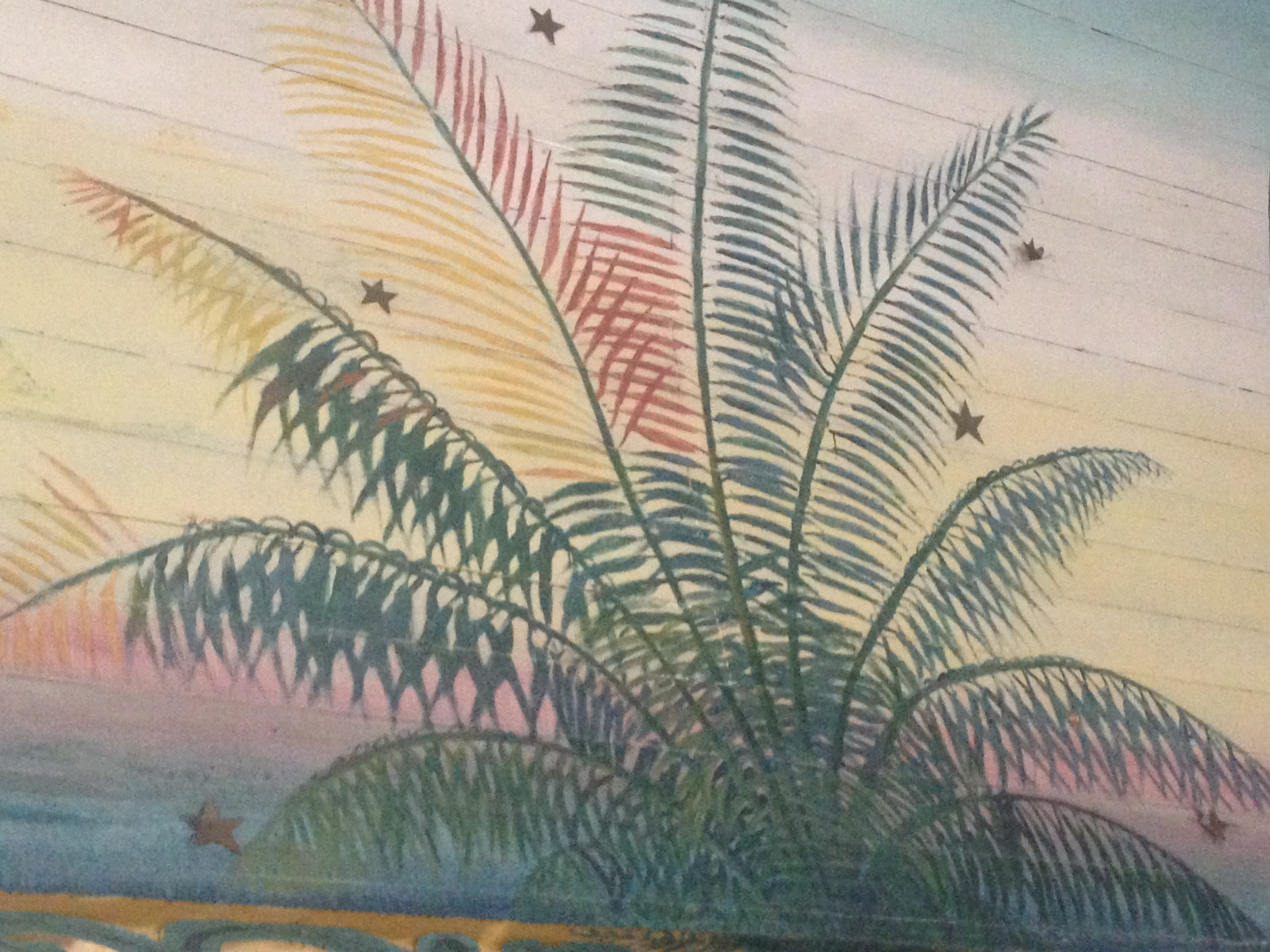
Détail d'un palmier

## Protection
L'église Saint-Benoît de Honaunau est inscrite au Registre hawaïen des lieux historiques le 27 mars 1979 puis au Registre national des lieux historiques le 31 mai 1979.

## Culte
Saint-Benoît est une église active du diocèse d'Honolulu et du vicariat de Hawaï-Ouest. On y célèbre cinq messes par semaine.